# Palazzo della Manifattura Pontificia dei Tabacchi

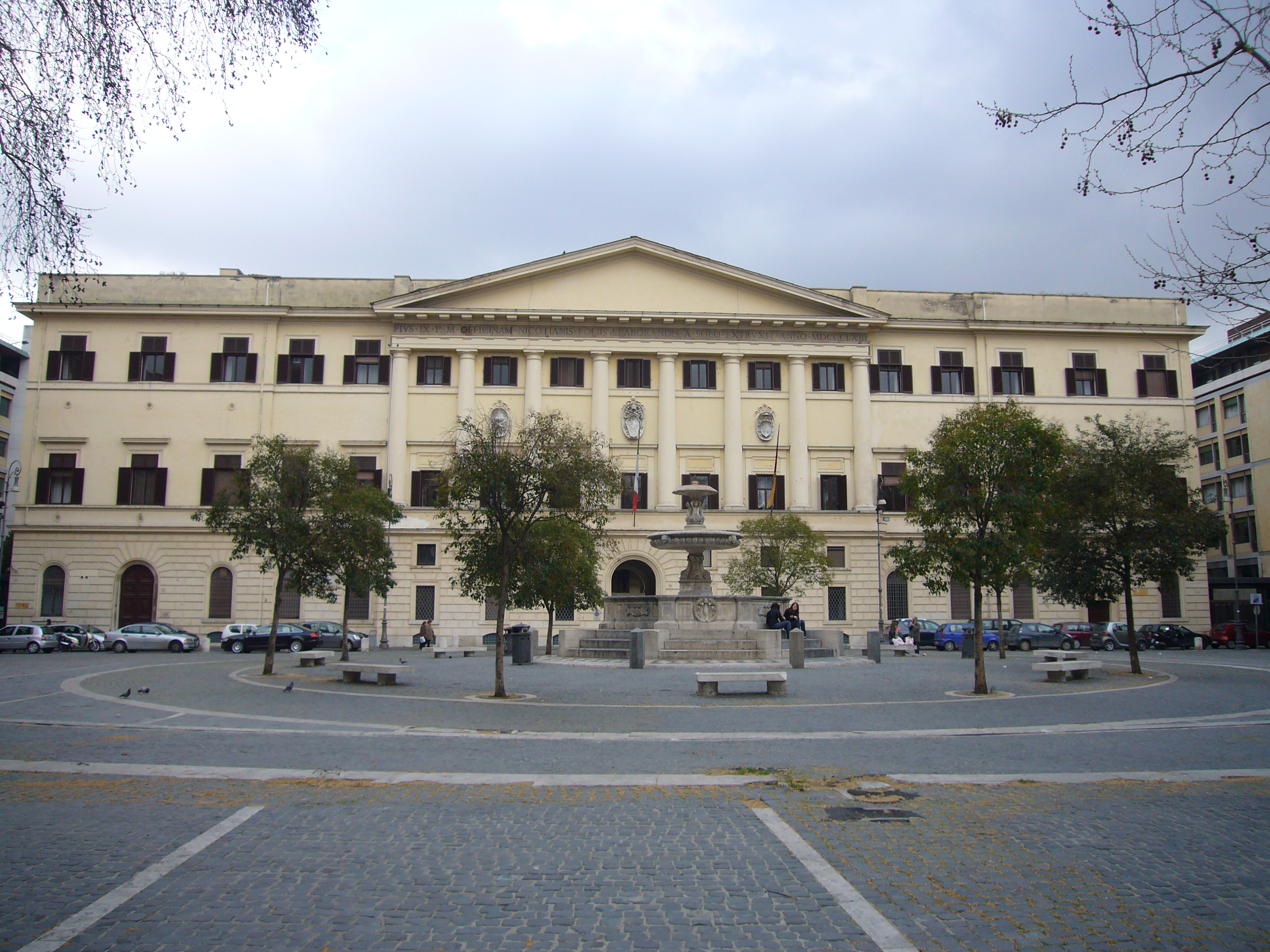
Vista do palácio na Piazza Mastai.

Palazzo della Manifattura Pontificia dei Tabacchi ou Palazzo del Monopolio del Tabacchi, conhecido ainda como Nuova Fabbrica del Tabacco para diferenciá-lo da Vecchia Fabbrica del Tabacco, é um palácio neoclássico localizado na Piazza Mastai, no rione Trastevere de Roma.

## História
A Piazza Mastai, localizada entre o Viale di Trastevere e a Via della Luce, deve seu nome à família de Pio IX, o papa que determinou a construção do Palazzo della Manifattura Pontificia dei Tabacchi entre 1860 e 1863, com base num projeto de Antonio Sarti, para receber a fabricação de tabaco que antes ficava num edifício perto do convento de Santa Maria dei Sette Dolori, que passou a ser conhecido como Vecchia Fabbrica del Tabacco. O edifício, originalmente mais longo e com corpos avançados laterais (depois demolidos) que se estendiam por 168 metros, apresenta uma fachada central com oito colunas dóricas assentadas sobre uma larga cornija marcapiano que separa o piso térreo e mezzanino de revestimento rusticado e encimadas por um arquitrave com a inscrição "PIUS IX P M OFFICINAM NICOTIANIS FOLIIS ELABORANDIS A SLO EXTRUXIT ANNO MDCCCLXIII" ("Pio IX Pontífice Máximo construiu da fundação a fábrica de tabaco no ano de 1863").
Um grande frontão triangular coroa a fachada. Entre as colunas estão três brasões: no centro, o de Pio IX, à esquerda, o da Câmara Apostólica e à direita, o do monsenhor Giuseppe Ferrari, ministro das finanças. O portal é relativamente baixo em relação à majestosidade do edifício, tanto que o próprio Pio IX, durante sua visita em 14 de outubro de 1869, ironizou suas dimensões reduzidas exclamando: "Agora que eu entrei pela janela, vamos ver onde está a porta!". O edifício foi completamente reestruturado em 1927 e depois reconstruído na década de 1950 com base num projeto de Cesare Pascoletti: foi nesta ocasião que foram demolidas as alas laterais. O novo palácio foi entre à Direção Geral dos Monopólios de Estado ("Direzione Generale dei Monopoli di Stato") e a fábrica foi transferida para Garbatella, para um edifício inaugurado em 1958. Pio IX não se limitou a construir o palácio, mas também utilizou o terreno para construir uma série de residências de baixo custo para os pobres do Trastevere. Estas ainda podem ser vistas na Via Cardinale Merry Del Val, atualmente do outro lado da Viale di Trastevere, mas ainda de frente para a Piazza Mastai. No centro da praça foi colocada uma fonte projetada por Andrea Busiri Vici.